# Jitzchak Aharonovitsch

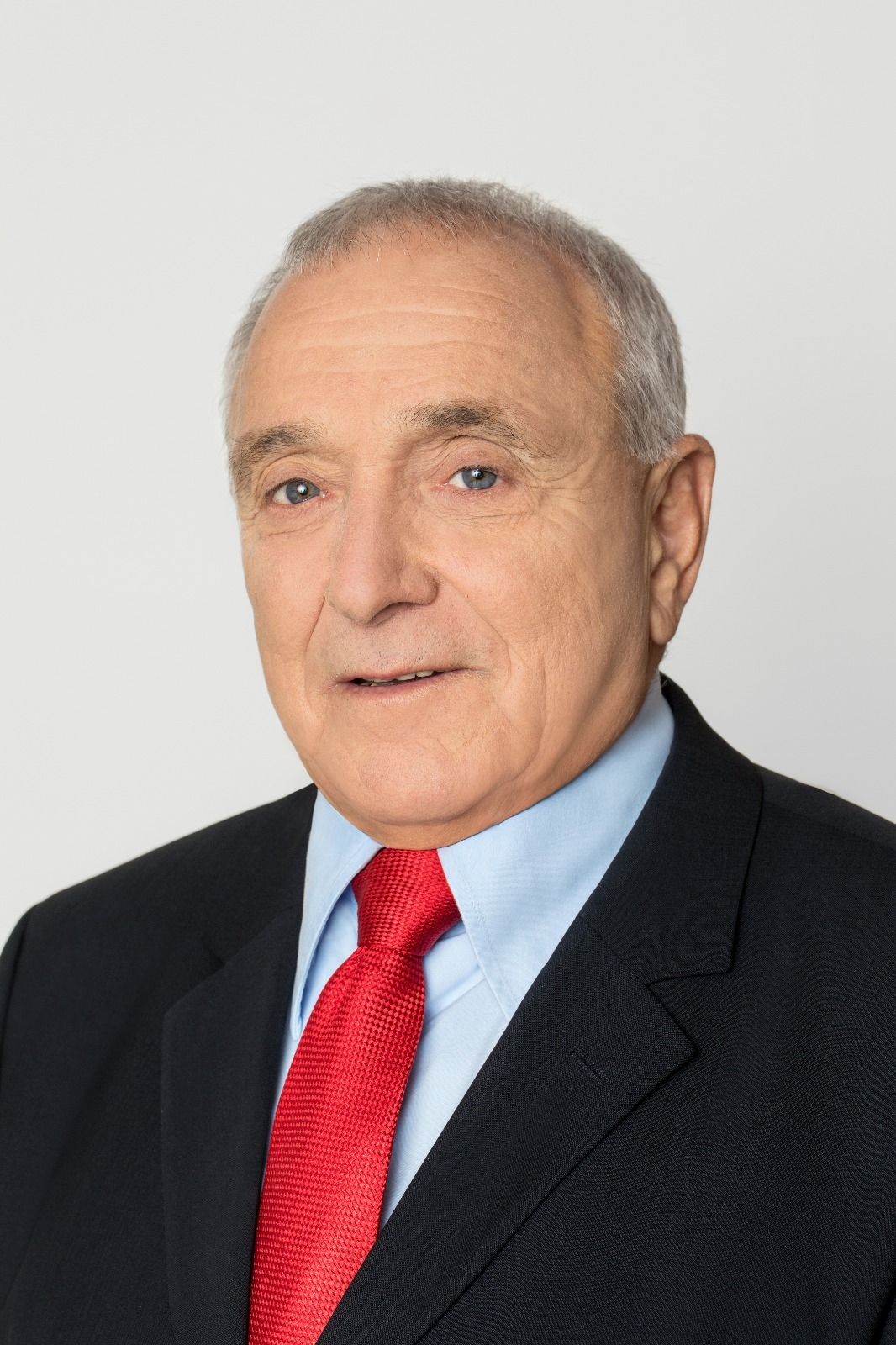
Jitzchak Aharonovitsch, 2017

Jitzchak Aharonovitsch (hebräisch יצחק אהרונוביץ׳, * 22. August 1950 in Jerusalem) ist ein israelischer Politiker.

## Leben
Aharonovitsch studierte an der Universität von Haifa Geschichte. In den 1980er Jahren hatte er das Kommando über den nördlichen Teil der Grenzpolizei von Israel, zudem veranlasste er Rettungsoperationen während der zwei Bombenanschläge von Tyros. Von 2002 bis 2004 war er stellvertretender Generalinspekteur der israelischen Polizei, danach bis 2005 als Generaldirektor für das Busunternehmen Dan Bus tätig. Weiterhin war er vom 21. März 2007 bis zum 16. Januar 2008 als Abgeordneter der Partei Jisra’el Beitenu als Tourismusminister im israelischen Kabinett vertreten; vom 1. April 2009 bis zum 14. Mai 2015 war er Minister für öffentliche Sicherheit.